# M-DISC
Un M-DISC (Millennial Disc) est un disque enregistrable (non réinscriptible) utilisable sur un graveur compatible, mais lisible par n'importe quel lecteur. Lancé en 2009, il est disponible au format DVD+R et Blu-ray disque.

## Vue d'ensemble

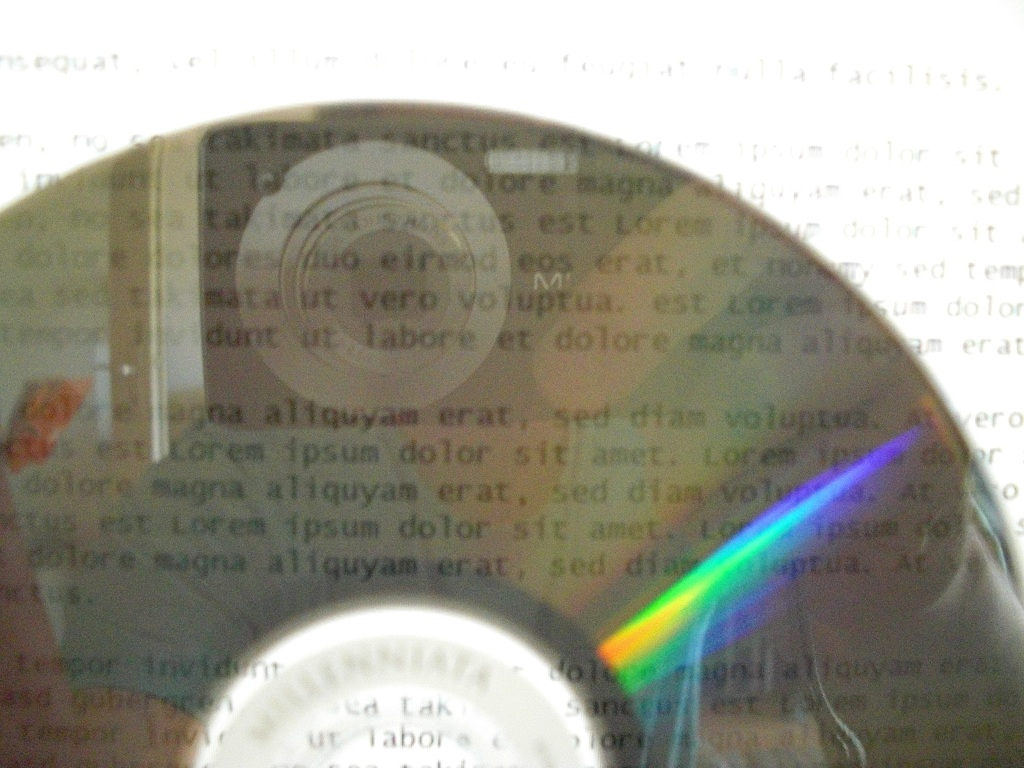
Démonstration de la transparence du médium optique M-DISC

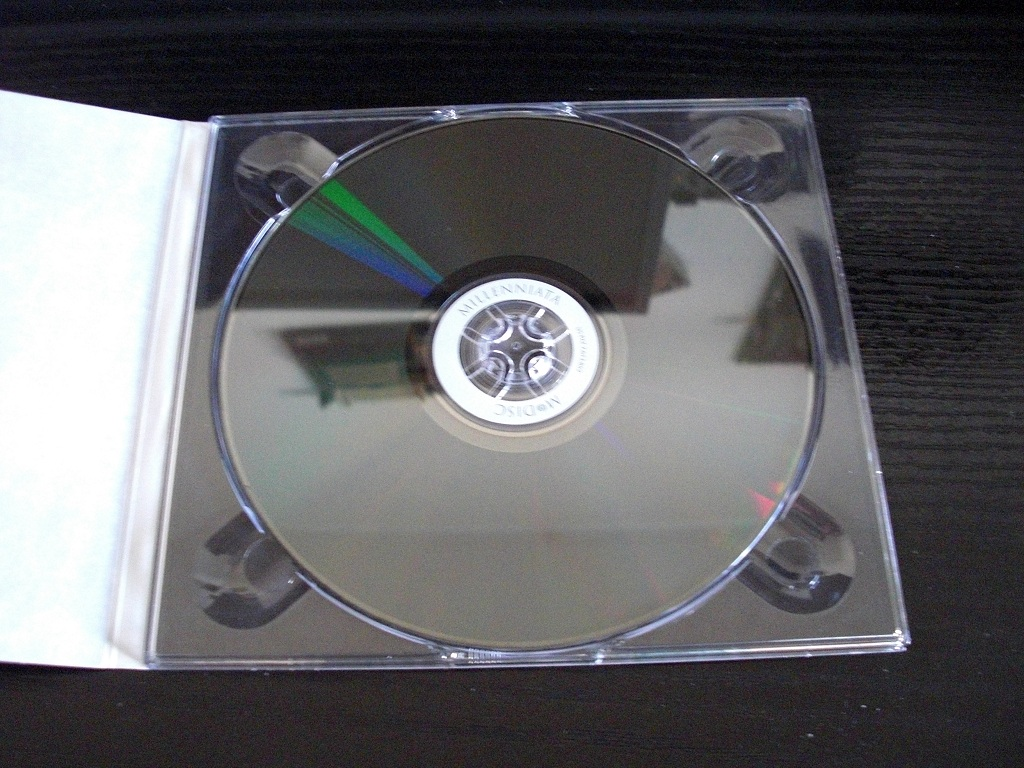
M-DISC dans sa boite.

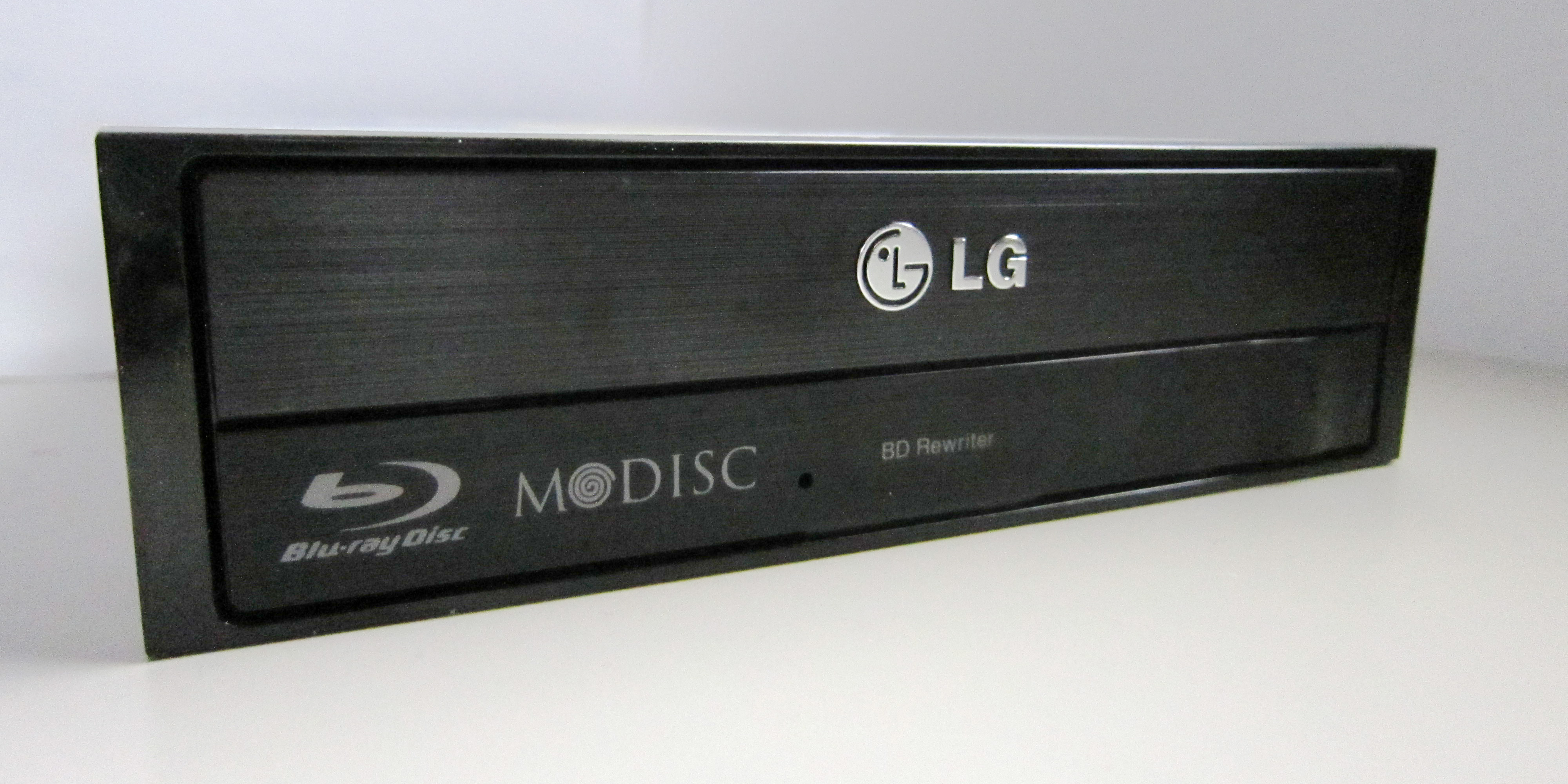
Le logo M-DISC sur un graveur de disque optique LG Blu-ray compatible.

Le M-DISC est un médium de stockage destiné à permettre une durée de vie de bien plus de cent ans pour l'archivage des données. Millenniata prétend que, correctement stocké, un DVD M-DISC peut conserver les enregistrements des 1000 dernières années. Alors que les propriétés exactes du M-DISC sont gardées secrètes, les brevets protégeant la technologie M-DISC affirment que la couche de données est un "carbone vitreux", que le matériel est substantiellement inerte à l'oxydation et a un point de fusion entre 200 °C et 1 000 °C,.
Dans des conditions extrêmes, un test a été réalisé par le Département américain de la Défense, montrant que les DVD M-Disc seraient plus durables que les DVD classiques. "Les disques ont été soumis aux conditions suivantes dans une enceinte climatique : 85 °C, 85% d'humidité relative (conditions spécifiées dans l'ECMA-379) et le spectre complet de la lumière",. Un autre test du Laboratoire National de Métrologie et d'Essais, à 90 °C et 85% d'humidité, suggère au contraire que "Les DVD+R à couche enregistrable inorganique M-Disc ne présentent pas une durée de vie supérieure à celle des DVD±R classiques".
Un DVD-R classique et BD-R LTH (Low To High) utilisent des couches d'enregistrement de colorant organique (dye) et séparent les couches réfléchissantes. Un BD-R standard (HTL) et BD-R/DL (à l'exception du BD-R LTH) utilise généralement des couches de données inorganiques, mais continue à utiliser une couche réfléchissante. Un M-DISC ne nécessite pas de couche réfléchissante. Ils utilisent une seule couche d'enregistrement inorganique, qui est sensiblement inerte à l'oxygène, mais nécessite une plus haute puissance de laser. Ainsi, les M-DISC et BD-R inorganiques modifient physiquement la couche d'enregistrement en brûlant un trou permanent dans le matériau. Outre les dommages physiques, la défaillance de la couche réfléchissante, suivie de près par la dégradation de la couche de données, sont les principaux modes de défaillance de tous les disques optiques inscriptibles.
Les disques enregistrés sont lisibles avec les lecteurs conventionnels. Les capacités disponibles d'enregistrement sont similaires aux autres supports optiques : 4.7 Go en DVD-R, 25 à 50 Go en BD-R et 100 Go en BD-XL. Avec les premiers DVD et Blu-ray M-Disc, il était difficile de distinguer la face d'écriture du disque. De la couleur a alors été ajoutée pour distinguer les côtés et la faire ressembler à la coloration standard DVD ou Blu-ray.
LG Electronics, ASUS et Lite-on produisent des graveurs compatibles M-DISC. Ritek produit des M-DISC Blu-ray vendus sous les marques Imation, Ritek et M-DISC. Verbatim co-produit des disques commercialisés comme "Verbatim M-Disc",.

## Historique
Millenniata, Inc. a été co-fondé par les professeurs Barry Lunt et Matthieu Linford de l'Université Brigham Young, avec comme chef de la direction Henry O'Connell et Doug Hansen CTO. La société a été constituée le 13 mai 2010 à American Fork, Utah.